# 中村栄子 (フランス文学者)
中村 栄子（なかむら えいこ、1931年(昭和6年)8月1日 - ）は、日本のフランス文学者、西南学院大学名誉教授。
佐賀県小城町（現小城市）生まれ。旧姓・永淵。1953年九州大学文学部卒、58年同大学院フランス文学専攻博士課程満期退学。1965年西南学院大学助教授、67年教授、1970年よりパリ第4大学博士課程、1972年同文学博士。2002年西南学院大学を定年、名誉教授。フランス政府より教育功労章シュヴァリエを受ける。

## 著書
- 『新フランス語作文実習 1 駿河台出版社、1987
- 『コムサ これでいけるフランス語表現500』白水社、1992
- 『楽園探求 アンドレ・ジードの思想と文学』駿河台出版社、1995
- 『よく使うフランス日常表現500』白水社、1999
- 『小説の探求 ジード・プルースト・中心紋』駿河台出版社、2003
- 『プルーストの想像世界』駿河台出版社、2006

共編
- 『新ア・ラ・フランセーズ』石橋美恵子、藤岡かつよ共編 白水社、2005

### 翻訳
- ピエール・ギロー『言葉遊び』白水社文庫クセジュ、1979
- ピエール・ギロー『言語と性 文化記号論の試み』白水社文庫クセジュ、1982
- Cl.アジザ、Cl・オリヴィエリ, R・スクトリク『欧米文芸登場人物事典』編訳 大修館書店、1986
- ジャン・マルカル『メリュジーヌ 蛇女=両性具有の神話』末永京子共訳 大修館書店、1997